# Welsh Open
Welsh Open är en professionell rankingtävling i snooker. Den brukar spelas i slutet av februari varje år och 2015 var turneringen tillbaka i Cardiff, Wales, efter att sedan 2005 ha spelats i Newport.
Föregångaren Welsh Professional Championship spelades 1980 – 1991 och var öppen enbart för walesare. Ray Reardon och Doug Mountjoy turades i början om att vinna turneringen och senare vinnare var Terry Griffiths och Darren Morgan. År 1992 startade Welsh Open som en rankingtävling, öppen för alla att deltaga i. Den första upplagan vanns av skotten Stephen Hendry. John Higgins och Ronnie O'Sullivan har lyckats vinna turneringen fyra gånger vardera medan Stephen Hendry vunnit turneringen tre gånger. Mark Williams är för övrigt den ende walesare som vunnit Welsh Open.
I april 2015 annonserades att turneringen skulle ingå som en del av Home Series, en serie tävlingar i England, Skottland, Wales och Nordirland.

## Vinnare
| År   | Vinnare           | Motståndare       | Resultat | Säsong  |
| ---- | ----------------- | ----------------- | -------- | ------- |
| 1992 | Stephen Hendry    | Darren Morgan     | 9 – 3    | 1991/92 |
| 1993 | Ken Doherty       | Alan McManus      | 9 – 7    | 1992/93 |
| 1994 | Steve Davis       | Alan McManus      | 9 – 6    | 1993/94 |
| 1995 | Steve Davis       | John Higgins      | 9 – 3    | 1994/95 |
| 1996 | Mark Williams     | John Parrott      | 9 – 3    | 1995/96 |
| 1997 | Stephen Hendry    | Mark King         | 9 – 2    | 1996/97 |
| 1998 | Paul Hunter       | John Higgins      | 9 – 5    | 1997/98 |
| 1999 | Mark Williams     | Stephen Hendry    | 9 – 8    | 1998/99 |
| 2000 | John Higgins      | Stephen Lee       | 9 – 8    | 1999/00 |
| 2001 | Ken Doherty       | Paul Hunter       | 9 – 2    | 2000/01 |
| 2002 | Paul Hunter       | Ken Doherty       | 9 – 7    | 2001/02 |
| 2003 | Stephen Hendry    | Mark Williams     | 9 – 5    | 2002/03 |
| 2004 | Ronnie O'Sullivan | Steve Davis       | 9 – 8    | 2003/04 |
| 2005 | Ronnie O'Sullivan | Stephen Hendry    | 9 – 8    | 2004/05 |
| 2006 | Stephen Lee       | Shaun Murphy      | 9 – 4    | 2005/06 |
| 2007 | Neil Robertson    | Andrew Higginson  | 9 – 8    | 2006/07 |
| 2008 | Mark Selby        | Ronnie O'Sullivan | 9 – 8    | 2007/08 |
| 2009 | Ali Carter        | Joe Swail         | 9 – 5    | 2008/09 |
| 2010 | John Higgins      | Ali Carter        | 9 – 4    | 2009/10 |
| 2011 | John Higgins      | Stephen Maguire   | 9 – 6    | 2010/11 |
| 2012 | Ding Junhui       | Mark Selby        | 9 – 6    | 2011/12 |
| 2013 | Stephen Maguire   | Stuart Bingham    | 9 – 8    | 2012/13 |
| 2014 | Ronnie O'Sullivan | Ding Junhui       | 9 – 3    | 2013/14 |
| 2015 | John Higgins      | Ben Woollaston    | 9 – 3    | 2014/15 |
| 2016 | Ronnie O'Sullivan | Neil Robertson    | 9 – 5    | 2015/16 |
| 2017 | Stuart Bingham    | Judd Trump        | 9 – 8    | 2016/17 |
| 2018 | John Higgins      | Barry Hawkins     | 9 – 7    | 2017/18 |
| 2019 | Neil Robertson    | Stuart Bingham    | 9 – 7    | 2018/19 |
| 2020 | Shaun Murphy      | Kyren Wilson      | 9 – 1    | 2019/20 |
| 2021 | Jordan Brown      | Ronnie O'Sullivan | 9 – 8    | 2020/21 |
| 2022 | Joe Perry         | Judd Trump        | 9 – 5    | 2021/22 |
| 2023 | Robert Milkins    | Shaun Murphy      | 9 – 7    | 2022/23 |
| 2024 | Gary Wilson       | Martin O'Donnell  | 9 – 4    | 2023/24 |